# أرنالدو بابتيستا
أرنالدو بابتيستا (بالبرتغالية: Arnaldo Baptista‏) هو موسيقي وعازف بيانو برازيلي، ولد في 6 يوليو 1948 في ساو باولو في البرازيل.

## وصلات خارجية
- أرنالدو بابتيستا على موقع IMDb (الإنجليزية)
- أرنالدو بابتيستا على موقع ميوزك برينز (الإنجليزية)
- أرنالدو بابتيستا على موقع أول ميوزيك (الإنجليزية)
- أرنالدو بابتيستا على موقع ديسكوغز (الإنجليزية)
- أرنالدو بابتيستا على موقع قاعدة بيانات الفيلم (الإنجليزية)